# 光果黃細心
光果黃細心（学名：Boerhavia glabrata）为紫茉莉科黃細心屬下的一个种。

## 扩展阅读
- 維基物種上的相關：光果黃細心